# Jan van Courtenay-Champignelles
Jan van Courtenay-Champignelles (1226 – Tunis, 20 augustus 1270) was tussen 1266 en zijn dood aartsbisschop van Reims. Hij was een zoon van Robert van Courtenay-Champignelles en Mahaut de Mehun. Hij was een achterkleinzoon van koning Lodewijk VI van Frankrijk.

## Biografie
De kerkelijke loopbaan van Jan van Courtenay begon in 1251 toen hij kanunnik werd in Chartres. Vier jaar later werd hij in Parijs benoemd tot aartsdiaken. In 1266 werd hij door paus Clemens V benoemd tot kardinaal en aartsbisschop van Reims, in die functie volgde hij Thomas de Beaumes op. Vier jaar later vergezelde hij Lodewijk IX van Frankrijk tijdens de Achtste Kruistocht en overleed hij in Tunis. Hij werd opgevolgd door Pierre Barbet.